# Michèle Morgan

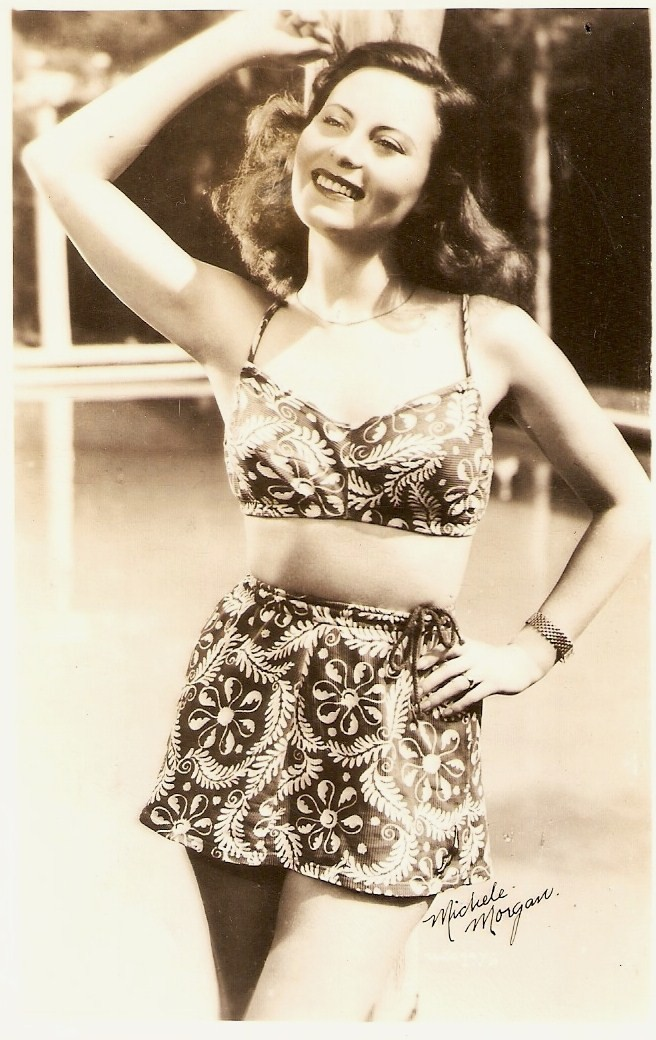
Amerikai képeslap az 1940-es évekből

Michèle Morgan (Neuilly-sur-Seine, 1920. február 29. – Meudon,  2016. december 20.) francia színésznő, aki három évtizeden át a francia filmművészet és  Hollywood vezető egyénisége volt, a Cannes-i filmfesztivál díjazottja.

## Életpályája
Simone Renée Roussel néven született. Tizenöt éves korában Párizsba ment azzal a céllal, hogy színésznő legyen. Első szerepét a Marc Allégret rendezte A veszedelmes lány című filmben kapta 1937-ben. Ezt követték: Ködös utak (1938) és a Vontatók (Remorques, 1941). Franciaország német megszállása idején Hollywoodban élt, majd a háború után visszatért hazájába. 1969-ben megkapta a Francia Köztársaság Becsületrendje kitüntetést.
Az 1960-as években elkezdett festeni. 1977-ben megírta az emlékiratait Avec ces yeux-là (Azokkal a szemekkel) címmel. 96 évesen halt meg természetes halállal.

## Filmjei
- Mindenki jól van (olasz–francia filmdráma, 118 perc, 1990)
- Az egér és a macska  (francia vígjáték, 108 perc, 1975)
- Elveszett dicsőség (amerikai háborús filmdráma, 124 perc, 1966)
- Hölgyeim, vigyázat! (Méfiez-vous, mesdames!) (1963)
- Kékszakáll (Landru)  (francia–olasz filmdráma, 108 perc, 1962)
- Ilyen nagy szív (francia dokumentumfilm, filmdráma, 85 perc, 1962)
- Les lions sont lâchés (olasz–francia vígjáték, 95 perc, 1961)
- Újra egyedül  (olasz–francia komédia, 1960)
- Nyári történetek (olasz–francia romantikus vígjáték , 88 perc, 1958)
- Mindennek ára van (francia–olasz filmdráma, 115 perc, 1957)
- Napóleon (francia–olasz történelmi film, 182 perc, 1955)
- Marie-Antoinette, Franciaország királynéja (francia filmdráma, 120 perc, 1955)
- Az éjszaka Margitja (francia–olasz romantikus dráma, 125 perc, 1955)
- A nagy hadgyakorlat (francia–olasz filmdráma, 103 perc, 1955)
- Vágyakozás (francia–mexikói romantikus dráma, 98 perc, 1953)
- Üvegkastély  (99 perc, 1950)
- Ledőlt bálvány (angol filmdráma, 94 perc, 1948)
- Aux yeux du souvenir (francia romantikus film, 1948)
- Elveszett boldogság (francia filmdráma, 105 perc, 1946)
- Átkelés Marseille-be (amerikai háborús filmdráma, 110 perc, 1944)
- Joan of Paris  (amerikai romantikus dráma, 91 perc, 1942)
- Vontatók (francia filmdráma, 91 perc, 1941)
- Ködös utak (francia filmdráma, 91 perc, 1938)
- A veszedelmes lány (francia film, 1937)

## Fordítás
- Ez a szócikk részben vagy egészben  a   Michèle Morgan című angol Wikipédia-szócikk fordításán alapul.  Az eredeti cikk szerkesztőit annak laptörténete sorolja fel. Ez a jelzés csupán a megfogalmazás eredetét és a szerzői jogokat jelzi, nem szolgál a cikkben szereplő információk forrásmegjelöléseként.